# Elis
Elis — музыкальный коллектив из Лихтенштейна, образованный в 2003 году и исполняющий готический метал.

## История группы
Первоначальное название группы — Erben der Schöpfung. Это было трио, в которое входили клавишник Оливер Фальк, гитарист Пит Стрейт и вокалистка Сабина Дюнсер (27 июня 1977 — 8 июля 2006). В 2001 году они выпустили первый сингл «Elis», а за ним последовал альбом «Twilight». Чтобы не ограничиваться студийной деятельностью, коллектив был пополнен гитаристом Юргеном Брогером, ударником Фрэнки Келлером и басистом Томом Саксером. Группа давала много успешных концертов, выступила на Wave Gotik Treffen в Лейпциге, попала в DAC-Charts и получила много лестных отзывов в прессе, например, немецкий готический журнал Orkus назвал их лучшим открытием месяца, а затем и 2001 года. Вдруг, несмотря на успехи группы, её оставил основатель, Оливер Фальк (дело дошло до суда). Оставшимся пришлось менять название, так как правами на него обладал именно Оливер. Команда, недолго думая, взяла имя Elis — по названию их самой известной композиции и дебютного сингла. Новое название связано также со стихотворением An den Knaben Elis Георга Тракля, любимого поэта Сабины.
Новоиспечённый коллектив тут же отправился в Mastersound Studio с продюсером Алексом Круллом (Atrocity, Leaves' Eyes), где приступили к записи альбома. Уже после завершения записи группе удалось подписать контракт с лейблом Napalm Records, и релиз «God’s silence, devil’s temptation» состоялся 18 августа 2003 года. Одновременно был переиздан дебютный диск Erben Der Schopfung — 'Twilight'. Группа отправляется в турне по Европе с Eishelig и The visions bleak. Одновременно Elis готовили материал для следующего альбома. В марте 2004 они вновь засели в студию Mastersound. Новый альбом, «Dark clouds in a perfect sky» был выпущен 4 октября того же года, вновь под руководством Алекса Крулла. Он содержал 11 треков и бонус, кавер-версию песни M. McKee «Show me heaven». На песню «Der letzte tag» был снят видеоклип.
Новый материал команда апробировала на публике на фестивалях «Wave Gotik Treffen» и «M’era Luna», а затем отправилась в европейское турне в компании Atrocity, Leaves' Eyes и Battlelore. После изменения в составе музыканты опять отправляется в студию с новыми идеями для третьего альбома.
Альбом был готов, выпуск планировался на лето, но ужасные события 7 июля 2006 года стали причиной задержки выпуска альбома: во время репетиции у Сабины произошло кровоизлияние в мозг.
Она скончалась в госпитале на следующий день.
Смерть вокалистки выбила музыкантов из колеи, они удалили сайт из сети и не отвечали на почтовые сообщения. Но всё же решились выпустить альбом, потому что Сабина относилась к нему как к своему ребёнку… «Griefshire» вышел 24 ноября 2006 года. Elis сообщили о своём решении не прекращать своё существование и принялись за поиски новой вокалистки. Ею стала Sandra Schleret (Сандра Шлерет), известная ранее как вокалистка Dreams of Sanity и Siegfried, также она принимала участие в записях Samael.
Первая её запись в составе Elis — сингл 2007 года «Show Me the Way». Новый альбом группы с Сандрой Шлерет, носящий название «Catharsis», увидел свет 27 ноября 2009 года.
8 мая 2011 года на официальной странице коллектива появилось сообщение, в котором говорилось о том, что Сандра покидает группу из-за творческих разногласий. 16 июня все на той же странице появилась новость о том, что новой вокалисткой группы стала Simone Christinat (Симона Кристинат), ранее бывшая вокалисткой в таких коллективах как Legenda Aurea и Felony. Однако уже в конце февраля 2012 года она также покидает группу, по её словам, из-за очень большого стресса, а группа решает прекратить существование.

## Состав
- Simone Christinat — вокал (с июня 2011)
- Pete Streit — гитара
- Chris Gruber — гитара
- Tom Saxer — бас-гитара, гроулинг
- Max Naescher — барабаны

### Бывшие участники
- Sandra Schleret — вокал (2006—2011)
- Sabine Dünser† — вокал (2003—2006)
- Franky Koller — барабаны
- René Marxer — барабаны
- Jürgen Broger — гитара

## Дискография

### Студийные альбомы
- 2003 — God's Silence, Devil's Temptation
- 2004 — Dark Clouds in a Perfect Sky
- 2006 — Griefshire
- 2009 — Catharsis

### Синглы
- 2007 — Show Me the Way